# Còmbabos
Combabo (grec antic: Κομβάβος) fou el favorit del rei de l'Imperi Selèucida Antíoc I Soter (segle iii aC. Segons la llegenda, Antíoc li havia encarregat la custòdia de la seva esposa, dona d'extraordinària bellesa, de la qual estava gelós.
El constant setge de Còmbabos va fer que la reina, Estratonice, s'enamorés d'ell i tractés de seduir-lo; davant la negativa del lleial servidor, ella l'acusà d'haver-se insinuat. Però Còmbabos havia previst aquesta situació, i per evitar la temptació s'havia mutilat i havia enviat a Antíoc els atributs de la seva virilitat en una capsa perfectament tancada. Davant l'acusació de la bella Estratonice, Còmbabos havia de ser condemnat a mort, però llavors va manar a Antíoc que obrís la capsa que li havia enviat i així demostrà la seva innocència. Antíoc, ple d'agraïment per tan gran prova d'amistat, el va omplir d'honors i va manar que a Hieràpolis de Frígia s'erigís una estàtua a Còmbabos.